# Championnats d'Europe de skyrunning 2019
Navigation
2017 2021
Les Championnats d'Europe de skyrunning 2019 constituent la huitième édition des championnats d'Europe de skyrunning, compétition internationale gérée par la fédération internationale de skyrunning. Ils ont lieu du 1er septembre au 7 septembre 2019.
L'Ultra SkyMarathon a lieu le 1er septembre dans le cadre du Maga Ultra SkyMarathon sur le parcours de 53 km comprenant 5 000 m de dénivelé positif total. Le kilomètre vertical se déroule le 5 septembre dans le cadre du Vertical Terme di Bognanco de 3,4 km. L'épreuve de SkyRace conclut les championnats le 7 septembre. C'est la Veia SkyRace qui accueille les championnats sur son parcours de 31 km et 2 600 m de dénivelé. Cette année, un nouveau classement, le combiné, est ajouté. Il regroupe les résultats des épreuves de SkyRace et de kilomètre vertical.

## Résultats

### Ultra SkyMarathon
L'Italien Cristian Minoggio domine l'épreuve et bat le précédent record de plus d'une heure, en 6 h 37 min 26 s. L'Espagnol Manuel Merillas termine deuxième à 15 minutes derrière l'Italien. Semblant promis au podium, le Suédois André Jonsson abandonne cependant à 5 kilomètres de l'arrivée, offrant la troisième marche du podium à l'Italien Daniel Jung. Les athlètes espagnoles dominent la course féminine. Ester Casajuana mène du début à la fin et franchit la ligne d'arrivée avec plus de 10 minutes d'avance sur Sandra Sevillano. Silvia Puigarnau complète le podium,.
| Rang               | Athlète                | Temps           |
| ------------------ | ---------------------- | --------------- |
| Médaille d'or      | Cristian Minoggio      | 6 h 37 min 26 s |
| Médaille d'argent  | Manuel Merillas Moledo | 6 h 52 min 3 s  |
| Médaille de bronze | Daniel Jung            | 7 h 2 min 52 s  |
| 4                  | Manuel Anguita Bayo    | 7 h 6 min 28 s  |
| 5                  | Luca Arrigoni          | 7 h 8 min 4 s   |
| 6                  | Dominik Skokan         | 7 h 12 min 10 s |
| 7                  | Fotios Zisimopoulos    | 7 h 16 min 58 s |
| 8                  | Tomáš Maceček          | 7 h 21 min 47 s |
| 9                  | Eric Moya Rodriguez    | 7 h 22 min 8 s  |
| 10                 | Luís Fernandes         | 7 h 29 min 4 s  |

| Rang               | Athlète                 | Temps            |
| ------------------ | ----------------------- | ---------------- |
| Médaille d'or      | Ester Casajuana Reyes   | 8 h 19 min 11 s  |
| Médaille d'argent  | Sandra Sevillano Guerra | 8 h 33 min 35 s  |
| Médaille de bronze | Sílvia Puigarnau Coma   | 8 h 41 min 11 s  |
| 4                  | Cecilia Pedroni         | 8 h 41 min 55 s  |
| 5                  | Claudia Rosegger        | 9 h 11 min 0 s   |
| 6                  | Natalia Tomasiak        | 9 h 15 min 36 s  |
| 7                  | Nikolett Dendel         | 9 h 48 min 37 s  |
| 8                  | Yvonne Vissers          | 10 h 3 min 13 s  |
| 9                  | Petra Ševčíková         | 10 h 8 min 34 s  |
| 10                 | Barbora Cichá           | 10 h 19 min 36 s |

### Kilomètre vertical
La course se déroule sous une pluie battante. L'Italien Nadir Maguet, qui fait son retour à la compétition après un arrêt d'un mois à cause d'une blessure à un genou, s'impose en 37 min 28 s. Il devance le Suisse Martin Anthamatten et l'Espagnol Jan Margarit. Chez les femmes, la spécialiste de la discipline Christel Dewalle remporte son deuxième titre. Elle devance sa compatriote Jessica Pardin. Le podium est complété par la Suissesse Victoria Kreuzer.
| Rang               | Athlète              | Temps       |
| ------------------ | -------------------- | ----------- |
| Médaille d'or      | Nadir Maguet         | 37 min 28 s |
| Médaille d'argent  | Martin Anthamatten   | 38 min 41 s |
| Médaille de bronze | Jan Margarit         | 38 min 56 s |
| 4                  | Werner Marti         | 39 min 24 s |
| 5                  | Daniel Osanz Laborda | 39 min 29 s |
| 6                  | Stian Angermund      | 39 min 45 s |
| 7                  | Roberto Delorenzi    | 39 min 48 s |
| 8                  | Jakob Herrmann       | 40 min 15 s |
| 9                  | Alex Oberbacher      | 40 min 28 s |
| 10                 | Luca Ronchi          | 40 min 36 s |

| Rang               | Athlète                | Temps       |
| ------------------ | ---------------------- | ----------- |
| Médaille d'or      | Christel Dewalle       | 43 min 16 s |
| Médaille d'argent  | Jessica Pardin         | 44 min 54 s |
| Médaille de bronze | Victoria Kreuzer       | 45 min 48 s |
| 4                  | Gisela Carrión Bertrán | 47 min 9 s  |
| 5                  | Susanna Saapunki       | 47 min 27 s |
| 6                  | Marcela Vašínová       | 47 min 40 s |
| 7                  | Alexandra Hauser       | 48 min 6 s  |
| 8                  | Primitive Niyirora     | 48 min 56 s |
| 9                  | Joana Soares           | 49 min 26 s |
| 10                 | Sanna El Kott          | 49 min 34 s |

### SkyRace
Après sa médaille de bronze en kilomètre vertical, l'Espagnol Jan Margarit s'impose en 2 h 53 min 57 s. Le Marocain Elhousine Elazzaoui parvient à doubler le Suisse Roberto Delorenzi dans la descente finale mais n'est pas classé dans le championnat. Le Suisse décroche la médaille d'argent, tandis que Zaid Ait Malek qui a récemment acquis la nationalité espagnole s'empare du bronze. La course féminine est dominée par la Roumaine Denisa Dragomir. La Tchèque Marcela Vašinová la rattrape à mi-parcours mais perd ensuite du terrain dans la descente. Elle perd sa place sur le podium en se faisant doubler par la Suédoise Fanny Borgström et l'Espagnole Ainhoa Sanz,.
| Rang               | Athlète                  | Temps           |
| ------------------ | ------------------------ | --------------- |
| Médaille d'or      | Jan Margarit             | 2 h 53 min 57 s |
| Médaille d'argent  | Roberto Delorenzi        | 2 h 57 min 25 s |
| Médaille de bronze | Zaid Ait Malek           | 2 h 59 min 17 s |
| 4                  | Jakob Herrmann           | 2 h 59 min 59 s |
| 5                  | Alejandro Forcades Pujol | 3 h 0 min 46 s  |
| 6                  | Daniel Antonioli         | 3 h 1 min 19 s  |
| 7                  | Borja Fernández          | 3 h 1 min 56 s  |
| 8                  | Evgeny Markov            | 3 h 2 min 56 s  |
| 9                  | Eddj Nani                | 3 h 3 min 50 s  |
| 10                 | Daniel Osanz Laborda     | 3 h 3 min 54 s  |

| Rang               | Athlète                      | Temps           |
| ------------------ | ---------------------------- | --------------- |
| Médaille d'or      | Denisa Dragomir              | 3 h 23 min 30 s |
| Médaille d'argent  | Fanny Borgström              | 3 h 28 min 24 s |
| Médaille de bronze | Ainhoa Sanz Rodríguez        | 3 h 29 min 45 s |
| 4                  | Marcela Vašínová             | 3 h 36 min 33 s |
| 5                  | Lucie Maršánová              | 3 h 43 min 58 s |
| 6                  | Sanna El Kott                | 3 h 45 min 6 s  |
| 7                  | Mireia Pons Torres           | 3 h 46 min 30 s |
| 8                  | Azara García de los Salmones | 3 h 47 min 44 s |
| 9                  | Dimitra Bika                 | 3 h 50 min 47 s |
| 10                 | Oihana Azkorbebeitia         | 3 h 51 min 52 s |

### Combiné
| Rang               | Athlète           |
| ------------------ | ----------------- |
| Médaille d'or      | Jan Margarit      |
| Médaille d'argent  | Roberto Delorenzi |
| Médaille de bronze | Jakob Herrmann    |

| Rang               | Athlète          |
| ------------------ | ---------------- |
| Médaille d'or      | Marcela Vašínová |
| Médaille d'argent  | Sanna El Kott    |
| Médaille de bronze | Mireia Pons      |

### Nations
| Rang               | Pays     | Vertical | Sky | Ultra | Total |
| ------------------ | -------- | -------- | --- | ----- | ----- |
| Médaille d'or      | Espagne  | 240      | 288 | 366   | 864   |
| Médaille d'argent  | Italie   | 152      | 218 | 318   | 688   |
| Médaille de bronze | Tchéquie | 94       | 210 | 246   | 550   |